# Världsmästerskapen i friidrott 1993
Världsmästerskapen i friidrott 1993 genomfördes 13 – 22 augusti 1993 i Gottlieb-Daimler-Stadion i Stuttgart i Baden-Württemberg i Tyskland. Tävlingarna som tidigare genomförts vart fjärde år kommer från och med detta år att genomföras vartannat år. I mästerskapet deltog 1 689 idrottare från 187 länder. Detta året var första gången Sovjetunionen inte fanns som deltagare, då Sovjetunionen upplösts nyåret 1991/1992.

## Rekord
Vid tävlingarna sattes fyra nya världsrekord (på 110 meter häck, herrarnas långa stafett, 400 meter häck damer och i den nya grenen tresteg damer) och dessutom tangerades ett världsrekord (herrarnas korta stafett). Därtill noterades ett flertal kontinents- och mästerskapsrekord.

### Världsrekord
- 110 meter häck: Colin Jackson  Storbritannien (12,91)
- 4x100 meter (H): Förenta staterna (Drummond, Cason, Mitchell och Burrell) (37,40)
- 4x400 meter (H): Förenta staterna (Valmon, Watts, Reynolds och Johnson) (2.54,29)
- 400 meter häck (D): Sally Gunnell  Storbritannien (52,74)
- Tresteg (D): Anna Birjukova  Ryssland (15,09) (ny gren på mästerskapsprogrammet)

### Övriga mästerskapsrekord
- 200 meter (H): Frankie Fredericks  Namibia (19,85)
- 400 meter (H): Michael Johnson  Förenta staterna (43,65)
- Höjdhopp (H): Javier Sotomayor  Kuba (2,40)
- Stavhopp: Sergej Bubka  Ukraina (6,00)
- Spjut (H): Jan Železný  Tjeckien (85,98)
- Tiokamp: Dan O'Brien  Förenta staterna (8817)
- 100 meter (D): Gail Devers  Förenta staterna och Merlene Ottey  Jamaica (10,82)
- 3 000 meter: Qu Yunxia  Kina (8.28,71)
- 10 000 meter (D): Wang Junxia  Kina (30.49,30)
- 4x100 meter (D):  Ryssland (Bogoslovskaja, Maltjugina, Pomosjtjnikova-Voronova och Privalova) (41,49)
- 4x400 meter (D): Förenta staterna (Gwen Torrence, Malone-Wallace, Kaiser-Brown och Miles-Clark) (3.16,71)

## Medaljörer och resultat

### Herrar
| Gren               | Guld                                                                       | Resultat       | Silver                                                                | Resultat   | Brons                                                         | Resultat |
| 100 meter          | Linford Christie, Storbritannien                                           | 9,87 (ER)      | Andre Cason, Förenta staterna                                         | 9,92 (PB)  | Dennis Mitchell, Förenta staterna                             | 9,99     |
| 200 meter          | Frankie Fredericks, Namibia                                                | 19,85 (AfR)    | John Regis, Storbritannien                                            | 19,94      | Carl Lewis, Förenta staterna                                  | 19,99    |
| 400 meter          | Michael Johnson, Förenta staterna                                          | 43,65 (MR)     | Harry Reynolds, Förenta staterna                                      | 44,13      | Samson Kitur, Kenya                                           | 44,54    |
| 800 meter          | Paul Ruto, Kenya                                                           | 1.44,71        | Giuseppe d’Urso, Italien                                              | 1.44,86    | Billy Konchellah, Kenya                                       | 1.44,89  |
| 1 500 meter        | Noureddine Morceli, Algeriet                                               | 3.34,24        | Fermín Cacho, Spanien                                                 | 3.35,56    | Abdi Bile, Somalia                                            | 3.35,96  |
| 5 000 meter        | Ismael Kirui, Kenya                                                        | 13.02,75 (JVR) | Haile Gebrselassie, Etiopien                                          | 13.03,17   | Fita Bayisa, Etiopien                                         | 13.05,40 |
| 10 000 meter       | Haile Gebrselassie, Etiopien                                               | 27.46,02       | Moses Tanui, Kenya                                                    | 27.46,54   | Richard Chelimo, Kenya                                        | 28.06,02 |
| Maraton            | Mark Plaatjes, Förenta staterna                                            | 2:13.57        | Luketz Swartbooi, Namibia                                             | 2:14.11    | Bert van Vlaanderen, Nederländerna                            | 2:15.12  |
| 110 meter häck     | Colin Jackson, Storbritannien                                              | 12,91 (WR)     | Tony Jarrett, Storbritannien                                          | 13,00      | Jack Pierce, Förenta staterna                                 | 13,06    |
| 400 meter häck     | Kevin Young, Förenta staterna                                              | 47,18          | Samuel Matete, Zambia                                                 | 47,60      | Winthrop Graham, Jamaica                                      | 47,62    |
| 3 000 meter hinder | Moses Kiptanui, Kenya                                                      | 8.06,36 (MR)   | Patrick Sang, Kenya                                                   | 8.07,53    | Alessandro Lambruschini, Italien                              | 8.08,78  |
| 4 x 100 meter      | Förenta staterna Jon Drummond Andre Cason Dennis Mitchell Leroy Burrell    | 37,48 (MR)     | Storbritannien Colin Jackson Tony Jarrett John Regis Linford Christie | 37,77 (ER) | Kanada Robert Esmie Glenroy Gilbert Bruny Surin Atlee Mahorn  | 37,83    |
| 4 x 400 meter      | Förenta staterna Andrew Valmon Quincy Watts Harry Reynolds Michael Johnson | 2.54,29 (VR)   | Kenya Kennedy Ochieng Simon Kemboi Abednego Matilu Samson Kitur       | 2.59,82    | Tyskland Rico Lieder Karsten Just Olaf Hense Thomas Schönlebe | 2.59,99  |
| Gång 20 km         | Valentí Massana, Spanien                                                   | 1:22.31        | Giovanni De Benedictis, Italien                                       | 1:23.06    | Daniel Plaza, Spanien                                         | 1:23.18  |
| Gång 50 km         | Jesús Angel García, Spanien                                                | 3:41.41        | Valentin Kononen, Finland                                             | 3:42.02    | Valerij Spitsyn, Ryssland                                     | 3:42,50  |
| Längdhopp          | Mike Powell, Förenta staterna                                              | 8,59           | Stanislav Tarasenko, Ryssland                                         | 8,16       | Vitalij Kirilenko, Ukraina                                    | 8,15     |
| Höjdhopp           | Javier Sotomayor, Kuba                                                     | 2,40 (MR)      | Artur Partyka, Polen                                                  | 2,37       | Steve Smith, Storbritannien                                   | 2,37     |
| Tresteg            | Mike Conley, Förenta staterna                                              | 17,86          | Leonid Volosjin, Ryssland                                             | 17,65      | Jonathan Edwards, Storbritannien                              | 17,44    |
| Stavhopp           | Serhij Bubka, Ukraina                                                      | 6,00 (MR)      | Grigorij Jegorov, Kazakstan                                           | 5,90 (AsR) | Maksim Tarasov, Ryssland                                      | 5,80     |
| Kulstötning        | Werner Günthör, Schweiz                                                    | 21,97          | Randy Barnes, Förenta staterna                                        | 21,80      | Aleksandr Bagatj, Ukraina                                     | 20,40    |
| Diskuskastning     | Lars Riedel, Tyskland                                                      | 67,72          | Dimitrij Sjevtjenko, Ryssland                                         | 66,90      | Jürgen Schult, Tyskland                                       | 66,12    |
| Släggkastning      | Andrej Abduvaljev, Tadzjikistan                                            | 81,64 (AsR)    | Igor Astapkovitj, Vitryssland                                         | 79,88      | Tíbor Gécsek, Ungern                                          | 79,54    |
| Spjutkastning      | Jan Železný, Tjeckien                                                      | 85,98 (MR)     | Kimmo Kinnunen, Finland                                               | 84,78      | Mick Hill, Storbritannien                                     | 82,96    |
| Tiokamp            | Dan O'Brien, Förenta staterna                                              | 8 817 (MR)     | Eduard Hämäläinen, Vitryssland                                        | 8 724      | Paul Meier, Tyskland                                          | 8 548    |

### Damer
| Gren           | Guld                                                                                          | Resultat      | Silver                                                                                   | Resultat    | Brons                                                                  | Resultat       |
| 100 meter      | Gail Devers, Förenta staterna                                                                 | 10,82 (MR)    | Merlene Ottey, Jamaica                                                                   | 10,82       | Gwen Torrence, Förenta staterna                                        | 10,89          |
| 200 meter      | Merlene Ottey, Jamaica                                                                        | 21,98         | Gwen Torrence, Förenta staterna                                                          | 22,00       | Irina Privalova, Ryssland                                              | 22,13          |
| 400 meter      | Jearl Miles-Clark, Förenta staterna                                                           | 49,82         | Natasha Kaiser-Brown, Förenta staterna                                                   | 50,17       | Sandie Richards, Jamaica                                               | 50,44          |
| 800 meter      | Maria Mutola, Moçambique                                                                      | 1.55,43 (AfR) | Ljubov Gurina, Ryssland                                                                  | 1.57,10     | Ella Kovacs, Rumänien                                                  | 1.57,92        |
| 1 500 meter    | Liu Dong, Kina                                                                                | 4.00,50       | Sonia O’Sullivan, Republiken Irland                                                      | 4.03,48     | Hassiba Boulmerka, Algeriet                                            | 4.04,29        |
| 3 000 meter    | Qu Yunxia, Kina                                                                               | 8.28,71 (MR)  | Zhang Linli, Kina                                                                        | 8.29,25     | Zhang Lirong, Kina                                                     | 8.31,95        |
| 10 000 meter   | Wang Junxia, Kina                                                                             | 30.49,30 (MR) | Zhong Huandi, Kina                                                                       | 31.12,55    | Sally Barsosio, Kenya                                                  | 31.15,38 (VJR) |
| Maraton        | Junko Asari, Japan                                                                            | 2:30.03       | Maria Manuela Machado, Portugal                                                          | 2:30.54     | Tomoe Abe, Japan                                                       | 2:31.01        |
| 100 meter häck | Gail Devers, Förenta staterna                                                                 | 12,46 (AmR)   | Marina Aziabina, Ryssland                                                                | 12,60       | Lynda Tolbert-Goode, Förenta staterna                                  | 12,67          |
| 400 meter häck | Sally Gunnell, Storbritannien                                                                 | 52,74 (VR)    | Sandra Farmer-Patrick, Förenta staterna                                                  | 52,79 (AmR) | Margarita Chromova-Ponomarjova, Ryssland                               | 53,48          |
| 4 x 100 meter  | Ryssland Olga Bogoslovskaja Galina Maltjugina Natalia Pomosjtjnikova-Voronova Irina Privalova | 41,49 (MR)    | Förenta staterna Michelle Finn Gwen Torrence Wendy Vereen Gail Devers                    | 41,49       | Jamaica Michelle Freeman Juliet Campbell Nicole Mitchell Merlene Ottey | 41,94          |
| 4 x 400 meter  | Förenta staterna Gwen Torrence Maicel Malone-Wallace Natasha Kaiser-Brown Jearl Miles-Clark   | 3.16,71 (MR)  | Ryssland Jelena Ruzina Tatjana Aleksejeva Margarita Chromova-Ponomarjova Irina Privalova | 3.18,43     | Storbritannien Linda Keough Phylis Smith Tracy Goddard Sally Gunnell   | 3.23,41        |
| Gång 10 km     | Sari Essayah, Finland                                                                         | 42.59         | Ileana Salvador, Italien                                                                 | 43.08       | Encarna Granados, Spanien                                              | 43.21          |
| Höjdhopp       | Ioannet Quintero, Kuba                                                                        | 1,99          | Silvia Costa, Kuba                                                                       | 1,97        | Sigrid Kirchmann, Österrike                                            | 1,97           |
| Längdhopp      | Heike Drechsler, Tyskland                                                                     | 7,11          | Larisa Berezjnaja, Ukraina                                                               | 6,98        | Renata Nielsen, Danmark                                                | 6,76           |
| Tresteg        | Anna Birjukova, Ryssland                                                                      | 15,09 (VR)    | Iolanda Tjen, Ryssland                                                                   | 14,70       | Iva Prandzjeva, Bulgarien                                              | 14,23          |
| Kulstötning    | Huang Zhihong, Kina                                                                           | 20,57         | Svetlana Kriveljova, Ryssland                                                            | 19,97       | Kathrin Neimke, Tyskland                                               | 19,71          |
| Diskuskastning | Olga Burova-Tjernjavkaja, Ryssland                                                            | 67,40         | Daniela Costian, Australien                                                              | 65,36       | Min Chunfeng, Kina                                                     | 65,26          |
| Spjutkastning  | Trine Hattestad, Norge                                                                        | 69,18         | Karen Forkel, Tyskland                                                                   | 65,80       | Natallja Sjykalenka, Vitryssland                                       | 65,64          |
| Sjukamp        | Jackie Joyner-Kersee, Förenta staterna                                                        | 6 837         | Sabine Braun, Tyskland                                                                   | 6 797       | Svetlana Buraga, Vitryssland                                           | 6 635          |

## Förklaringar
- (VR) = Världsrekord
- (JVR) = Världsrekord juniorer
- (ER) = Europarekord
- (AfR) = Afrikanskt rekord
- (AmR) = Amerikanskt rekord
- (AsR) = Asiatiskt rekord
- (MR) = Mästerskapsrekord

## Medaljfördelning
| Medaljfördelning |                               |      |        |       |        |
| Plats            | Land                          | Guld | Silver | Brons | Totalt |
| 1                | Förenta staterna              | 13   | 7      | 5     | 25     |
| 2                | Kina                          | 4    | 2      | 2     | 8      |
| 3                | Ryssland                      | 3    | 8      | 4     | 15     |
| 4                | Storbritannien och Nordirland | 3    | 3      | 4     | 10     |
|                  | Kenya                         | 3    | 3      | 4     | 10     |
| 6                | Tyskland                      | 2    | 2      | 4     | 8      |
| 7                | Spanien                       | 2    | 1      | 2     | 5      |
| 8                | Kuba                          | 2    | 1      | -     | 3      |
| 9                | Finland                       | 1    | 2      | -     | 3      |
| 10               | Jamaica                       | 1    | 1      | 3     | 5      |
| 11               | Ukraina                       | 1    | 1      | 2     | 4      |
| 12               | Etiopien                      | 1    | 1      | 1     | 3      |
| 13               | Namibia                       | 1    | 1      | -     | 2      |
| 14               | Algeriet                      | 1    | 1      | -     | 2      |
|                  | Japan                         | 1    | 1      | -     | 2      |
| 16               | Moçambique                    | 1    | -      | -     | 1      |
|                  | Norge                         | 1    | -      | -     | 1      |
|                  | Schweiz                       | 1    | -      | -     | 1      |
|                  | Tadzjikistan                  | 1    | -      | -     | 1      |
|                  | Tjeckien                      | 1    | -      | -     | 1      |
| 21               | Italien                       | -    | 3      | 1     | 4      |
| 22               | Vitryssland                   | -    | 1      | 1     | 2      |
| 23               | Australien                    | -    | 1      | -     | 1      |
|                  | Republiken Irland             | -    | 1      | -     | 1      |
|                  | Kazakstan                     | -    | 1      | -     | 1      |
|                  | Polen                         | -    | 1      | -     | 1      |
|                  | Portugal                      | -    | 1      | -     | 1      |
| 28               | Bulgarien                     | -    | -      | 2     | 2      |
| 29               | Danmark                       | -    | -      | 1     | 1      |
|                  | Kanada                        | -    | -      | 1     | 1      |
|                  | Nederländerna                 | -    | -      | 1     | 1      |
|                  | Rumänien                      | -    | -      | 1     | 1      |
|                  | Zambia                        | -    | -      | 1     | 1      |
|                  | Somalia                       | -    | -      | 1     | 1      |
|                  | Ungern                        | -    | -      | 1     | 1      |
|                  | Österrike                     | -    | -      | 1     | 1      |